# 資誠聯合會計師事務所
資誠聯合會計師事務所（簡稱：資誠，英語：PricewaterhouseCoopers Taiwan，簡稱：PwC Taiwan）是跨國會計師事務所PwC在台灣的聯盟所，最早前身為1970年由朱國璋及陳振銑兩位會計師共同創立「朱國璋、陳振銑會計師事務所」（Chen Chu & Co.），現任所長為周建宏。
資誠主要提供審計與確信、稅務與法律、財務顧問與管理顧問等服務，員工人數超過4,000位；策略合作夥伴包括資誠企業管理顧問公司、資誠稅務諮詢顧問公司、普華國際財務顧問公司、普華商務法律事務所、資誠永續發展服務公司、普華國際不動產公司、資誠人資管理顧問公司、資誠智能風險管理諮詢公司、資誠創新諮詢公司、資誠創新整合公司、資誠普華國際財務顧問公司、資誠普華綠色科技公司。

## 資誠大事紀
1970-1990 台灣審計服務興起
1970年代，台灣審計環境尚未成熟，會計師主要之業務多以稅務簽證或代理申報稅務事項為主；審計服務的對象，初期僅以在台灣的國外客戶為主。
隨著財務會計準則及審計準則的公佈、法令環境的逐漸成熟，國內客戶的審計業務應運而生。
這段時期，資誠從最先萌芽的審計服務到非審計性專業服務，發展為國內外客戶兼顧的大型事務所。
1970年，朱國璋及陳振銑兩位會計師透過香港罗兵咸永道會計師事務所的協助，共同創立「朱國璋、陳振銑會計師事務所」（Chen Chu & Co.）。
1973年，加入Price Waterhouse事務所，因而成為PW之國際性之聯營組織，同時開始引進國外PW審計制度於訓練課程，提昇資誠的查帳品質。
1975 年，以朱、陳的上海相同發音「資誠」為名，改名為「資誠會計師事務所」
1982 年，遷址至台北市忠孝東路禮仁通商大樓
1985 年，成立高雄分所及台中分所
1986 年，成立日商客戶服務部，專門提供日本客戶相關服務
1987 年，成立企業管理顧問公司
1988 年，遷址至台北市信義區國貿大樓，同年成為Price Waterhouse正式成員，獲得授權使用PW之英文名稱
1989 年
●  成立台南分所及新竹分所
● 《資誠通訊》創刊，迄今持續發行，傳遞新知與趨勢議題
1992年，成立稅務服務部門，同年成立中壢分所
1994年，成立金融專業服務小組
1996年，新增電腦審計業務服務
1997年，成立普華國際財務顧問公司，提供財務諮詢顧問服務
1998年，Price Waterhouse與Coopers & Lybrand合併，更名為PricewaterhouseCoopers
2000年
● 普華商務法律事務所成立，提供整合性之稅務及法律服務
● 首次榮獲臺北市99年度民間企業與團體綠色採購績優名單
2001年，成立資誠教育基金會，推動會計教育及公益活動
2003年
● 於各分所成立稅務暨法律服務部，提供在地服務；並成立全球資本市場服務部門
● 資誠企業管理顧問公司榮獲經濟部第五屆「工業永續精銳獎」，成為首屆「技術顧問服務業」獲獎的企業
2004年
● 成立專責的電腦審計服務部門，利用電腦審計查核來提升查核之效率、效果
● 彭博資訊以「併購案規模」評比，普華財顧獲台灣區併購案受託機構第一名
2006年，成立金融商品評價及公平價值諮詢小組，整合金融商品評價與企業評價服務以提供全方位之服務，同年成立IFRS服務團隊
2008年
● 資誠榮獲《國際稅務雜誌》2008年度稅務規劃實務卓越獎、台灣最佳移轉訂價事務所
● 普華商務法律事務所榮獲《國際稅務雜誌》年度卓越稅務交易服務事務所、《2008世界稅務指南》全球卓越稅務事務所、《Chambers Asia 2008》最佳商務法律事務所
2009年
● 新增美國稅務諮詢與申報服務；同年，「IFRS教育推廣平台」正式啟動
● 發起「公益組織財務管理能力扶植計畫」，協助扶植台灣公益組織及社會企業的財務及營運管理能力
● 榮獲《國際稅務雜誌》評選為台灣年度最佳稅務事務所
● 榮獲《2009世界稅務指南》全球卓越稅務事務所
● 獲頒為「綠色採購標竿企業」，是第一家榮獲此殊榮的會計師事務所，亦為管理顧問服務產 業中唯一受獎的企業
2010年
● 獲證交所評定為輔導外國企業上市會計師類第一名
● 提供商業爭議之鑑定服務
2011年
● 「2011年度亞洲區併購大獎」（Asia-Pacific M&A Awards 2011）中，PwC榮獲「2011年度最佳會計師事務所」與「2011年度亞洲區中型營收市場最佳財務顧問」二項大獎。
● 獲AsianInvestor 《亞洲投資人雜誌》頒發「2011年度亞洲區最佳審計服務機構」(Best Audit Firm)與「最佳稅務服務」(Best Tax Advisor)雙重大獎。
2012年
● 獲證券櫃檯買賣中心頒發「2012年申請上櫃及登錄興櫃家數第一名會計師事務所」獎座
● 獲彭博資訊(Bloomberg)評選，成為2011年度台灣併購法律顧問(Legal Advisory M&A Rankings 2011)總交易金額第一名
● 在行政院環保署所舉辦的「綠色採購績優單位表揚大會」中，獲頒為卓越綠色採購標竿企業
● 榮獲台北市政府環保局頒發綠色採購標章，成為唯一一家連續四年獲此標章的聯合會計師事務所
● 首次執行年度「臺灣企業領袖調查」，透過量化問卷調查與深度訪談，了解企業領導者的視野與經營心法，歷年報告均為領導者決策的重要參考
2013年，成立資誠新世代企業家聯誼會，為家族企業打造接班人專屬的學習交流平台
2014年，成立資誠永續發展服務股份有限公司，協助企業客戶發展企業社會責任（Corporate Social Responsibility, 簡稱CSR）
2017年，成立普華國際不動產公司、資誠人資管理顧問公司、資誠智能風險管理諮詢公司
2018年
● 成立資誠普華國際財務顧問公司、資誠創新諮詢公司
● 成立資誠創業成長加速器，以「厚創新、後加速」為主軸，以一站式平台協助新創企業成長
● 中壢分所搬遷至桃園，成立桃園分所
2020年，榮獲2020亞洲企業社會責任獎（AREA 2020）「人力投資獎」
2021年，榮獲衛福部頒發110年「全國績優健康職場－活力躍動獎」
2022年
● 榮獲櫃買中心頒發「111年戰略新板最佳合作夥伴獎」第一名
● 榮獲《HR Asia》頒發「亞洲最佳企業雇主獎」
● 資誠與長庚大學共同成立「長庚資誠永續學苑-千錘百鍊深度學習專班」，由EMBA教授群透過個案分析，培養企業領導者管理及決策能力
2023年
● 成立資誠普華綠色科技公司
● 榮獲櫃買中心頒發「112年度簽證輔導上櫃及登錄興櫃績效獎」第一名
● 榮獲臺北市政府頒發「112年度臺北市職場性別平等認證」銀質獎
● 資誠新世代企業家聯誼會轉型為資誠新世代企業家永續會，協助企業新世代領導人永續經營
2024年
● 榮獲臺灣證券交易所頒發「113年度攜手同行獎－會計師事務所」第一名
● 榮獲臺灣證券交易所頒發「113年度推動創新獎－會計師事務所」
● 連續六年（2019-2024）獲彭博資訊（Bloomberg）評選為臺灣地區併購財務顧問交易案件數第一名
● 榮獲勞動部頒發「第22屆金展獎-職場共融組」
● 榮獲臺北市政府頒發「113年度友善育兒事業獎－標竿企業」
● 榮獲臺北市113年度民間企業與團體綠色採購績優名單，自2000年起共獲12次此獎項(民國99,100,101,102,103,105,107,108,109,111,112,113年度)
● 成立「家事與高齡權益」部門
2025年，資誠普華綠色科技公司取得環境部核可查驗機構資格，為環境部列管之排放源提供專業查驗服務

## 外部連結
- 資誠聯合會計師事務所 PwC Taiwan （页面存档备份，存于）
- 資誠 PwC Taiwan粉絲頁的Facebook專頁
- 資誠 PwC Taiwan的LinkedIn專頁
- 資誠PwC Taiwan的Youtube頻道